# Sony Ericsson Xperia arc
A Sony Ericsson Xperia Arc (X12) egy androidos okostelefon, amelyet a gyártó Sony Ericsson 2011 áprilisában dobott piacra. Kijelzője 4.2 hüvelykes (110 mm), Mobile Bravia Engine képjavító funkcióval, egy 854×480 pixel felbontású kapacitív érintőképernyő. Alapjellemzője még az 1 GHz-es Snapdragon processzor, a 8 megapixeles kamera, az 512 MB belső memória és a mellékelt 8 GB-os microSD kártya. Négy színben készült: kék, ezüst, rózsaszín, és fekete.

## Áttekintés
A kijelző képátlója 4.2 hüvelyk, mely 854x480-as felbontáson üzemel. Már támogatja a többujjas vezérlést, bevonata karcolásálló, és a Sony által kifejlesztett Mobile Bravia Engine technológiával javítja a képminőséget. Kamerája 8 megapixeles, amely megkapta az Exmor R szenzort, a képminőség javítása érdekében, emellett ellátták vakuval is, videót pedig képes HD-minőségben is felvenni. A belső tárhely 1 GB-, melyből 320 MB-ot használhat a felhasználó, de microSD-kártyával ez 32 GB-ig bővíthető. Három gombbal is rendelkezik a telefon alján, melyek diszkréten lettek kidolgozva. Érdekesség, hogy az Xperia arc-ot ellátták HDMI-kimenettel is.
A telefon szoftvere a 2.3-as Android (Gingerbread), melyen kisebb átalakításokat végeztek. 2012 folyamán a készülék megkapta a 4.0-s frissítést (Ice Cream Sandwich), azonban egyes szolgáltatóknál ez nem vált elérhetővé, csak nemhivatalos módokon. A beépített alkalmazások közé a gyártó betette saját szoftvereit is, így került be többek között a PlayNow áruház, vagy éppen a LiveWire eszközkezelő. Extraként jár még az Officesuite ingyenes verziója.